# Курилас, Иосиф Петрович
Иосиф Петрович Курилас (укр. Осип Петрович Курилас; 26 июля 1870, Щирец — 25 июня 1951, Львов) — украинский живописец и график.

## Биография
Родился в многодетной семье дьячка-учителя народной школы. После окончания бурсы, с 1886 по 1890 год Курилас учился во Львовской художественно-промышленной школе, которой руководил З. Горголевский.
Из-за нехватки средств для продолжения обучения в Академии искусств Иосиф Курилас подрабатывал, выполняя заказы на создание икон и портретов горожан.
В 1898—1900 прошел курс обучения живописи Краковской Академии искусств. Принимал участие в ряде выставок во Львове. Совершил турне по городам Европы, посетив лучшие картинные галереи Вены, Мюнхена, Дрездена, Праги и Будапешта. До 1914 года жил и творил в родном Щирце.
Участник Первой мировой войны. Служил в украинском воинском формировании — Украинские сечевые стрельцы (подразделении армии Австро-Венгерской империи, сформированном по национальному признаку из галичан). Во время войны сделал много зарисовок, почтовых открыток, портретов и жанровых картин. За короткий отрезок военного времени им было создано около двух сотен стрелецких портретов, батальные картины «Макивка», «Битва на Лисони» и др.
В начале 1920-х годов работал преподавателем рисунка в художественной школе Олексы Новаковского. В 1935, после смерти Новаковского, возглавил школу. В этот период занимался кроме преподавательской работы иллюстрацией газет, журналов, букварей и школьных учебников, писал картины религиозной тематики (иконы «Богородиця», «Иисус Христос»). Художник поддерживал тесные дружеские отношения с писателем Василием Стефаником, произведения которого он иллюстрировал («Кленовые листки»).
В советский период вместе с Иваном Трушом и А. Манастырским выступал поборником реалистических, демократических традиций украинской живописи.
Последние годы жизни провел во Львове. Похоронен на Лычаковском кладбище.

## Избранные картины
- Нищие (1895)
- Крестьянская девочка (1898)
- Бездомные (1914)
- Портрет Т. Шевченко (1918)
- Гуцульская пара (1937)
- На Гуцульщине (1942)
- Гуцулы читают газету (1945)
- Лесорубы (1947)
- На колхозном дворе
- Колхоз в Щирецком районе (1948)
- иллюстрации к учебникам и букварям
- иллюстрации к в произведениям В. Стефаника

Картины и рисунки художника находятся сейчас во Львовском национальном музее и частных коллекциях.

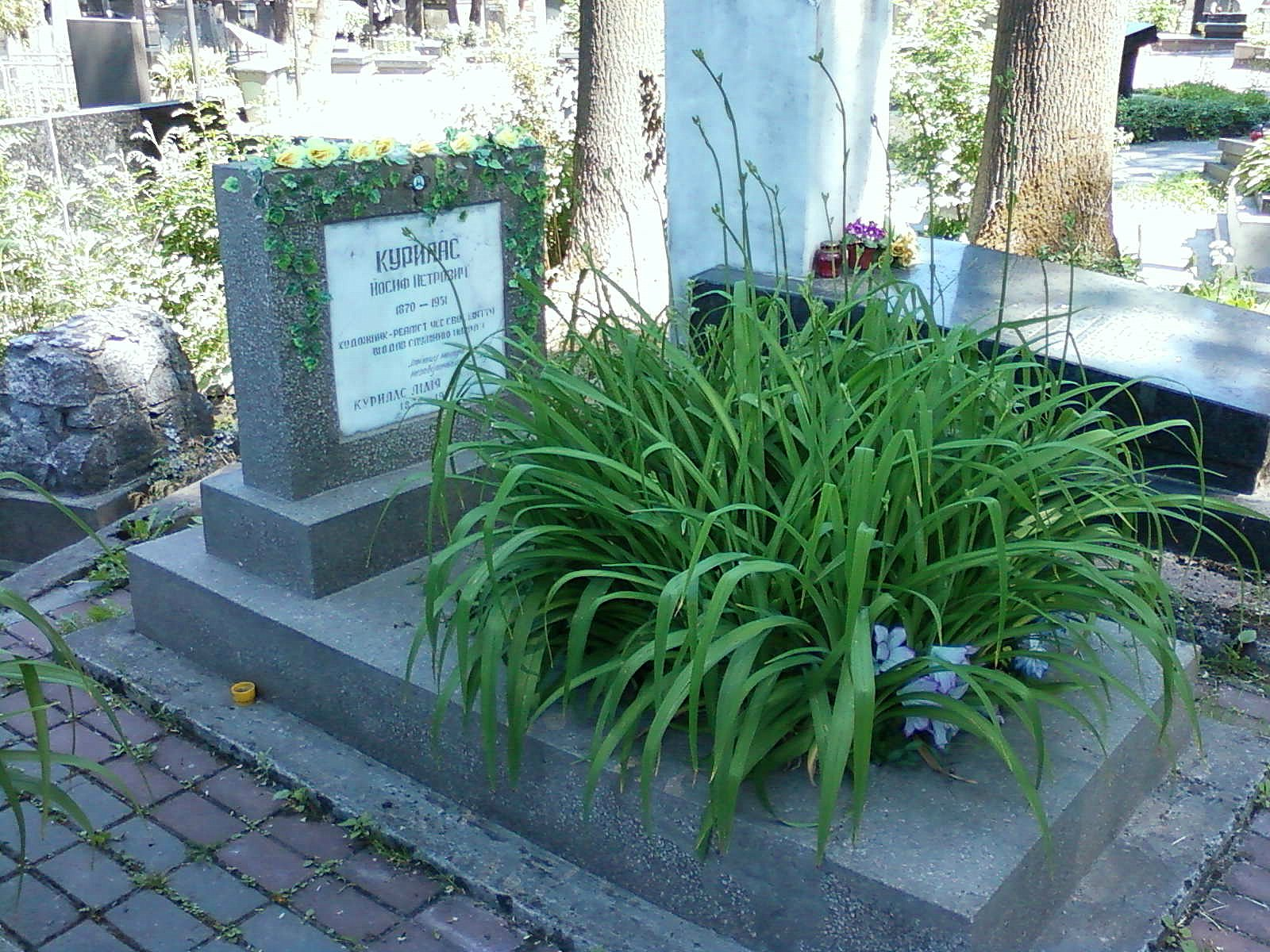
Могила художника Иосифа Петровича Куриласа на Лычаковском кладбище во Львове